# Middes
Middes (Medè  en patois fribourgeois) est une localité et une ancienne commune du canton de Fribourg, située dans le district de la Glâne.jumelée avec la commune de Torny

## Population et société

### Surnom
Les habitants de la localité sont surnommés lé Vaouda, soit les méchants ou les sorciers en patois fribourgeois.

## Histoire
Occupé depuis la préhistoire, le site de Middes appartient, pendant le haut Moyen Âge, à l'abbaye de Saint-Maurice. Il passe ensuite entre les mains de plusieurs familles locales, dont les Griset de Forel qui y firent bâtir en 1748 un château aujourd'hui classé comme bien culturel d'importance nationale.
Érigé en commune, le village est successivement rattaché successivement au district de Payerne en 1798, au district de Montagny en 1803, au district de Dompierre de 1830 avant de finalement rejoindre le district de la Glâne à sa création, en 1848.
Après avoir englobé le village de Torny-le-Petit, la commune a fusionné en 2004 avec sa voisine Torny-le-Grand pour former la nouvelle commune de Torny.
Le dictionnaire géographique-statistiques de la Suisse de 1837 rapporte que "la Seigneurie de Middes est célèbre dans le pays par le grand nombre de sorciers et sorcières qu'on y a fait brûler dans le bon vieux temps." À ce jour encore, à l'ouest du château, on trouve en bordure de chemin la croix appelée "la croix aux sorcières".
Le château du Griset de Forel était construit par l'architecte bernois Johann Paulus Nader à partir de 1748 pour Nicolas Griset de Forel, l'ancien bailli de Bulle. Il est resté en possession de sa famille jusqu'en 1860, après quoi il a changé de mains à six reprises, y compris la famille de l'ancien président fédéral Jean-Marie Musy de 1930 à 1940, pour enfin être acquis par la famille de Montenach, une ancienne famille patricienne de Fribourg.